# Gustavo Aníbal Giraldo

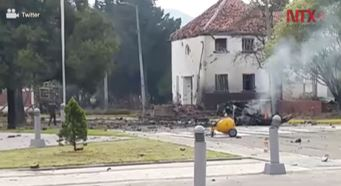
Atentado contra la escuela de policía General Santander.

Gustavo Aníbal Giraldo Quinchia o Carlos Emilio Marín Guarín, también conocido por su nombre de guerra 'Pablito' (San Carlos, Antioquia, 17 de febrero de 1968) es un guerrillero colombiano del Ejército de Liberación Nacional (ELN). Miembro del Comando Central (COCE) de esta guerrilla.

## Biografía
Nació el 17 de febrero de 1968 en San Carlos (Antioquia), de origen campesino, hijo de una de las familias que realizó la colonización de Saravena en Arauca, fomentada por explotación de petróleo, a finales de los años 70.

### Militancia en el ELN
Se unió al ELN en 1982 con la creación del Frente Domingo Laín en Arauca, este frente realizó 250 voladuras del oleoducto Caño Limón Coveñas.
Para 1993 era cabecilla de la Compañía Simacota, una estructura armada móvil que era reconocida por sus variadas operaciones y su elevada capacidad militar. En 1995, ejecutó su primera actuación internacional, con la ejecución de un ataque contra la Base Militar de Carabobo, en el estado venezolano de Apure.

#### Comandante del Frente Domingo Laín
Para el 2000, fue nombrado comandante del Frente Domingo Laín.
En enero del 2003, Pablito ordenó el secuestro de Scott Dalton y Ruth Morris, reporteros extranjeros del diario “Los Ángeles Times” en Arauca, este hecho fue reconocido por medio de un comunicado oficial de la organización. Los dos periodistas fueron puestos en libertad al cabo de once días. Según Morris, que testificó sobre las buenas condiciones en las que estuvo retenida, es probable que su captura no estuviera planeada por el ELN, sino relacionada con su encuentro fortuito con una patrulla guerrillera.

#### Comandante del Frente de Guerra Oriental
En el 2005, se convierte en el mando principal del Frente de Guerra Oriental. En 2005 fue delegado para analizar la situación actual y reorganizar los Frentes de Guerra Oriental y Central y pasa a ser parte de la Dirección Nacional del ELN. Ese gesto marcó un precedente en la guerrilla, entre otras, porque “siempre ha habido reticencia entre la gente del Domingo Laín ―el ala más militar del ELN― y el comando central, su estructura más política”.
En 2008, fue detenido y es trasladado a una cárcel en Arauca en 2009, de donde escapó y volvió a la comandancia del ELN. a la fecha, el Gobierno Colombiano ofrece una recompensa de $ 4.000.000.000 por Pablito.
El 12 de agosto de 2014 Pablito organizó y ordenó el asesinato del secretario de desarrollo de Saravena (Arauca), Pedro Antonio Bohórquez y su escolta Alexander Guzmán.
En 2015 fue acusado de ser responsable de la ataque a una misión electoral, donde fueron emboscados y muertos doce soldados y el secuestro de otros dos en Güican (Boyacá).

#### Diálogos de paz y guerra con el gobierno de Juan Manuel Santos
Ascendido al Comando Central (COCE) en 2015 para involucrarlo en los diálogos de paz entre el gobierno de Juan Manuel Santos y el ELN, dada la importancia que tiene alias Pablito como principal financiador del grupo, al ser quien controla el narcotráfico del mismo, además de perpetrar extorsiones, secuestros y atentados a los oleoductos.  Tiene influencia en la frontera con Venezuela, moviéndose entre el departamento de Arauca y el Estado Apure, donde al parecer tiene un campamento, fincas ganaderas y maneja el narcotráfico de la zona, incluso hay denuncias que estaría reclutando miembros de las disidencias de las FARC-EP al ELN. En 2016, ordenó la ejecución de un paro armado en Arauca.

#### Diálogos de paz y guerra con el gobierno de Iván Duque
En 2019, se mostró crítico a la negociación con el gobierno colombiano, quien lo acusa de ser el autor intelectual del atentado contra la Escuela de Policía en Bogotá, hecho donde fueron matados 24 cadetes, por el cual el gobierno de Iván Duque terminó los diálogos que se llevaban a cabo desde el gobierno anterior. En un video difundido por el ELN, Pablito afirmó que el grupo insurgente continuaría con la voluntad de diálogo y que el ataque a la escuela de policía fue una acción legítima.
Se presume que está en Venezuela, según el Gobierno y sus organismos de inteligencia.
Aunque Pablito es uno de los combatientes más poderosos de esa guerrilla y con más fuerza militar, nunca ha integrado ninguna delegación de paz del ELN, en sus múltiples intentos por dejar las armas. Carlos Velandia, coordinador del Observatorio de Paz y Conflictos de la Universidad Nacional, lo describe como la persona que “conduce todas las operaciones militares del ELN en el país”. Andrés Aponte, investigador de conflicto armado, dice que representa “la generación más pragmática del ELN y la más militarizada a la hora de perseguir sus objetivos”. Es considerado como el hombre más peligroso del ELN por la revista Semana.

#### Diálogos de paz y guerra con el gobierno de Gustavo Petro
El 23 de enero de 2025 el presidente Gustavo Petro acusó a Gustavo Aníbal Giraldo de ser el mayor responsable de los ataques en el Catatumbo como cabecilla del ELN.

## Delitos y condenas
Pablito como miembro del Comando Central (COCE) del ELN, se encuentra vinculado a procesos, órdenes de captura y condenas por: concierto para delinquir, terrorismo, tráfico, fabricación o porte de estupefacientes, hurto calificado y agravado, homicidio agravado, secuestro e inhabilidad para el ejercicio de derechos y funciones públicas por 20 años. Pablito es requerido por Estados Unidos por cargos de tráfico de armas y por el secuestro de periodistas estadounidenses. Acusado de controlar las rutas de narcotráfico por el occidente del país y las ganancias que deja esa actividad. En 2016, el Fiscal General de la Nación, Jorge Perdomo, entregó un informe donde se concentran 15.896 hechos delictivos desarrollados por el ELN en el periodo de 1981 a 2015. En el informe se determinó que el COCE orientó, ordenó y ejecutó crímenes de lesa humanidad, donde se destacan 5.391 homicidios, 4.894 secuestros, 2.989 desplazamientos forzados, 1.450 infracciones al Derecho Internacional Humanitario y 930 reclutamientos ilícitos, por los cuales serían acusados los miembros de la cúpula del ELN, entre ellos Pablito. Se le acusa de ordenar en 1989 el asesinato del Obispo de Arauca,  Monseñor Jesús Emilio Jaramillo, quien venía denunciando las acciones del ELN. Para 2018, se le atribuye el direccionamiento de múltiples atentados terroristas en el departamento de Arauca. El secuestro del gerente de la Empresa Municipal de Servicios Públicos de Arauca, (EMSERPA) ingeniero José Leonardo Ataya Rodríguez y un ingeniero de Ecopetrol y la del gerente de servicios públicos de esta misma área. Fueron liberados por el ELN en noviembre y diciembre de 2018. Para 2019, dos policías muertos en enfrentamientos con dos hombres armados en un puesto de control del Puente Internacional José Antonio Páez, zona limítrofe entre Venezuela y Colombia sobre el departamento de Arauca. Las autoridades colombianas acusan a Pablito de ser el posible «autor intelectual» de este enfrentamiento.
Se le sindica de 200 crímenes, las órdenes de captura son:
- La Policía Internacional (Interpol) expidió circular roja en contra de Gustavo Aníbal Giraldo Quinchía, cabecilla negociador del ELN, por el atentado terrorista contra la Escuela de Cadetes de la Policía General Santander.[46][47]
- Orden de captura por el secuestro de la suboficial Nubia Alejandra López Correa, reportada desaparecida por sus familiares, el 7 de junio de 2020 en Saravena (Arauca).[48]
- Orden de captura por el secuestro y posterior homicidio de Aulio Isarama Forastero, gobernador del resguardo Catru Dubaza de la comunidad Emberá Dobita, el 24 de octubre de 2017, en Alto Baudó (Chocó).[49]
- Orden de captura por homicidio en persona protegida, desplazamiento forzado y rebelión agravada en la región del Catatumbo (Norte de Santander).[50]
- Orden de captura por la masacre de 6 personas, entre ellas dos presuntos disidentes de las FARC-EP en Argelia (Cauca).[51]
- Orden de captura por el reclutamiento de 97 menores de edad (31 niñas y 66 niños),[52] los casos detectados por la Fiscalía General de la Nación se concentran en 12 departamentos (Chocó, Arauca, Bolívar, Nariño, Cauca, Antioquia, Norte de Santander, Casanare, Santander, Boyacá, La Guajira y Córdoba).[53]
- Orden de captura por el secuestro de cinco periodistas y un conductor,[54] el 21 de mayo de 2016 en el municipio de El Tarra (Norte de Santander).[55]
- Orden de captura por los atentados terroristas contra la infraestructura petrolera, específicamente en el oleoducto Caño Limón-Coveñas y sus efectos contra el medio ambiente ocurridos entre 2011 y 2016.[56]
- 31 órdenes de captura por asesinatos en Arauca y zona de frontera con Venezuela.[57]